# Колорадо
Колорадо (енгл. Colorado), америчка је држава која покрива велики део Стеновитих планина као и северозападни део платоа Колорадо и западни ћошак Велике равнице. Колорадо је део Западних Сједињених Држава и једна је од планинских држава. Обухвата већину јужних Стеновитих планина као и североисточни део Колорадо преријске регије и западне ивице Велике равнице. Колорадо је део западних америчких држава, југозападних држава и планинских држава. Колорадо је осма по величини и двадесетдруга најнасељенија од 50 америчких држава. Држава је названа по Колорадо реци, коју су шпански истраживачи назвали Рио Колорадо по руменој боји слива реке из планина. 1. августа 1876. године амерички председник Јулисиз Симпсон Грант потписао је указ којом је Колорадо постао 38. америчка држава. Граничи се на северу са Вајомингом, на североистоку и истоку са Небраском и Канзасом, на југу са Новим Мексиком и Оклахомом, на западу са Јутом и на југозападу са Аризоном. Денвер је главни и најнасељенији град у Колораду.

## Географија
Колорадо је препознатљив по својој разноликој географији која се креће од високих планина, равница и пустиња са великим пешчаним динама, дубоким кањонима, формацијама пешчаног и гранитног камена, река, језера и бујних шума. Колорадо је једина америчка држава која се у потпуности налази изнад 1000 метара надморске висине.
Клима у Колораду је комплекснија него у државама ван планинске регије. Као генерално правило, са повећањем надморске висине температура опада. 

## Историја
Регију која данас припада држави Колорадо, насељавали су Индијанци преко 13 000 година. 28. фебруара 1861. председник Џејмс Бјукенан потврдио је одлуком Конгреса слободну територију Колорада. Те границе остале су до данас. Име Колорадо одабрало се зато што се веровало да река Колорадо извире на територији државе. Конгрес САД донео је закон 3. марта 1875. који је дефинисао услове да територија Колорадо постане држава. 1. августа 1876. амерички председник Јулисиз Симпсон Грант потписао је проглас којим је Колорадо постао 38. америчка држава.

## Демографија
| 1900.   | 1910.   | 1920.   | 1930.     | 1940.     | 1950.     | 1960.     | 1970.     | 1980.     | 1990.     | 2000.     | 2010.     |
| ------- | ------- | ------- | --------- | --------- | --------- | --------- | --------- | --------- | --------- | --------- | --------- |
| 539,700 | 799,024 | 939,629 | 1,035,791 | 1,123,296 | 1,325,089 | 1,753,947 | 2,207,259 | 2,889,964 | 3,294,394 | 4,301,262 | 5.029.196 |

Амерички савезни биро за попис процењује да је популација Колорада 1. јула 2012. износила 5.187.582. Најнасељенији и главни град је Денвер. Најзначајнија расна мањина су Латиноамериканци са уделом од 20,7% популације.
64% становништва Колорада су хришћани по веросповести, од којих су 44% протестанти, 19% римокатолици, 2% мормони; од осталих вера заступљени су муслимани са 1%, будисти са 1% и хиндуси са 0,5%. Верски неопредељени чине 25% популације..

## Највећи градови
| Денвер Колорадо Спрингс | 1.  | Денвер           | 619.968 | Орора Форт Колинс |
| Денвер Колорадо Спрингс | 2.  | Колорадо Спрингс | 426.388 | Орора Форт Колинс |
| Денвер Колорадо Спрингс | 3.  | Орора            | 332.354 | Орора Форт Колинс |
| Денвер Колорадо Спрингс | 4.  | Форт Колинс      | 146.762 | Орора Форт Колинс |
| Денвер Колорадо Спрингс | 5.  | Лејквуд          | 144.406 | Орора Форт Колинс |
| Денвер Колорадо Спрингс | 6.  | Торнтон          | 121.435 | Орора Форт Колинс |
| Денвер Колорадо Спрингс | 7.  | Вестминстер      | 107.967 | Орора Форт Колинс |
| Денвер Колорадо Спрингс | 8.  | Пуебло           | 107.577 | Орора Форт Колинс |
| Денвер Колорадо Спрингс | 9.  | Арвада           | 107.541 | Орора Форт Колинс |
| Денвер Колорадо Спрингс | 10. | Сентенијал       | 102.603 | Орора Форт Колинс |

## Административна подела
Као у федералној влади у свим другим америчким државама, државни Устав Колорада дефинише три нивоа власти: законодавну, извршну и судску. 
Држава Колорадо је подељена на 64 округа. Девет округа у Колораду има популацију већу од 250.000 становника, док 8 округа има популацију мању од 2.500 становника. 
Колорадо тренутно има 271 активну општину која укључује 196 вароши, 73 града и 2 припојене градске и окружне владе.
Колорадо је подељена на 64 округа:
| - Округ Јереј - Округ Јума - Округ Џексон - Округ Џеферсон - Округ Адамс - Округ Аламоса - Округ Арапахо - Округ Арчулета - Округ Бака - Округ Бент - Округ Болдер - Округ Брумфилд - Округ Вашингтон | - Округ Велд - Округ Ганисон - Округ Гарфилд - Округ Гилпин - Округ Гранд - Округ Даглас - Округ Делта - Округ Долорес - Округ Ел Пасо - Округ Елберт - Округ Игл - Округ Кастер - Округ Кајова | - Округ Кит Карсон - Округ Клир Крик - Округ Конехос - Округ Костија - Округ Краули - Округ Ла Плата - Округ Лаример - Округ Лас Анимас - Округ Лејк - Округ Линколн - Округ Логан - Округ Меса - Округ Минерал | - Округ Монтезума - Округ Монтроуз - Округ Морган - Округ Мофат - Округ Орфано - Округ Отеро - Округ Парк - Округ Питкин - Округ Прауерс - Округ Пуебло - Округ Раут - Округ Рио Бланко - Округ Рио Гранд | - Округ Савач - Округ Самит - Округ Сан Мигел - Округ Сан Хуан - Округ Сеџвик - Округ Телер - Округ Филипс - Округ Фримонт - Округ Хинсдејл - Округ Чејфи - Округ Шајен |

## Култура
Постоји велики број филмских фестивала у Колораду који укључују The Stanley Hotel in Dumb and Dumber и Sculptured House у Sleeper.
Колорадо је познат по југозападној кухињи и Стеновитим планинама. Денвер је познат по бифтеку али има и разноврсну кухињу са многим ресторанима.

## Економија
Листа телевизије CNBC „Најбоље државе за посао у 2010-ој „препознала је Колорадо као 3 најбољу државу у нацији иза само Тексаса и Вирџиније. Лични доходак у 2010-ој износио је 51,940$ чинећи Колорадо једанаестим у Америци. Државна економија је разнолика и позната по високој концентрацији научног истраживања и високотехнолошке индустрије.
Примарни начин транспорта у Колораду је систем ауто-путева. Интернационални аеродром у Денверу је 4. најфреквентнији домаћи аеродром и 13. најфреквентнији аеродром у Америци.
У понуди су и многе међуградске и унутарградске аутобуске линије.

## Образовање
У Колораду је развијен образовни систем и постоји велики број основних и средњих школа, као и факултета од којих је најзначајнији: Универзитет Адмас Стејт, Колеџ у Колораду и Колеџ Редстон и многи други

## Војска
У Колораду је тренутно активно 7 великих војних база, од којих су најзначајније: Ер ризерв персонел центар, Војна база Питерсон и Америчка пилотска академија. Бивше војне базе су и:Камп Хејл и Форт Логан и још две мање битне базе

## Заштићене области
У Колораду постоје четири национална парка, седам националних споменика, два националне области за рекреацију, два национална историјска налазишта, три национална историјска парка, један национални парк за гледање, једанаест националних шума, два национална пашњака, 41 национална област дивљине, две националне очуване области, осам националних склоништа за дивљач, 44 државна парка, 307 државних области у којима живи дивљач и многе друге сценске, историјске, рекреационе знаменитости.

## Спорт
Колорадо је земља са најмање становника која има франшизу у свакој од великих професионалних спортских лига. То показује велику жељу за спортом у овој држави. Најзначајнији клубови су Денвер бронкоси, Денвер барбаријанси и Глендејл рапторси и Денвер нагетси.